# Johannes Strolz
Johannes Strolz (ur. 12 września 1992 w Bludenz) – austriacki narciarz alpejski, trzykrotny medalista olimpijski, brązowy medalista mistrzostw świata juniorów.

## Kariera
Po raz pierwszy na arenie międzynarodowej pojawił się 4 grudnia 2007 roku w Tschagguns, gdzie w zawodach FIS Race nie ukończył pierwszego przejazdu w slalomie. W 2012 roku wystartował na mistrzostwach świata juniorów w Roccaraso, gdzie wywalczył brązowy medal w supergigancie. Podczas rozgrywanych rok później mistrzostw świata juniorów w Quebecu był między innymi czwarty w kombinacji i piąty w supergigancie.
W zawodach Pucharu Świata zadebiutował 14 grudnia 2013 roku w Val d’Isère, gdzie nie ukończył pierwszego przejazdu w gigancie. Pierwsze pucharowe punkty wywalczył 28 stycznia 2012 roku w Garmisch-Partenkirchen, zajmując 30. miejsce w tej samej konkurencji. Pierwszy raz na podium zawodów PŚ stanął 9 stycznia 2022 roku w Adelboden, wygrywając rywalizację w slalomie. W zawodach tych wyprzedził swego rodaka, Manuela Fellera i Niemca Linusa Straßera.
W 2022 na igrzyskach olimpijskich w Pekinie zdobył złoty medal w kombinacji alpejskiej, wzorem ojca Huberta Strolza, który wygrał w tej samej konkurencji podczas igrzysk w Calgary. Ponadto zdobył tam także złoto w zawodach drużynowych oraz srebro w slalomie, w którym rozdzielił Francuza Clémenta Noëla i Sebastiana Fossa Solevåga z Norwegii.

## Osiągnięcia

### Igrzyska olimpijskie
| Miejsce | Dzień     | Rok  | Miejscowość | Konkurencja     | Czas biegu | Strata | Zwycięzca    |
| ------- | --------- | ---- | ----------- | --------------- | ---------- | ------ | ------------ |
| złoto   | 10 lutego | 2022 | Pekin       | Superkombinacja | 2:31,43    | –      | –            |
| srebro  | 16 lutego | 2022 | Pekin       | Slalom          | 1:44,09    | +0,61  | Clément Noël |
| złoto   | 20 lutego | 2022 | Pekin       | Drużynowo       | -          | -      | -            |

### Mistrzostwa świata juniorów
| Miejsce | Dzień     | Rok  | Miejscowość | Konkurencja | Czas biegu | Strata | Zwycięzca               |
| ------- | --------- | ---- | ----------- | ----------- | ---------- | ------ | ----------------------- |
| DNF     | 2 marca   | 2012 | Roccaraso   | Zjazd       | 1:11,99    | -      | Ryan Cochran-Siegle     |
| 3.      | 3 marca   | 2012 | Roccaraso   | Supergigant | 1:02,73    | +0,57  | Ralph Weber             |
| 13.     | 7 marca   | 2012 | Roccaraso   | Gigant      | 2:39,50    | +1,60  | Henrik Kristoffersen    |
| DNF2    | 9 marca   | 2012 | Roccaraso   | Slalom      | 1:38,44    | -      | Santeri Paloniemi       |
| 7.      | 22 lutego | 2013 | Québec      | Zjazd       | 1:30,95    | +1,47  | Nils Mani               |
| 5.      | 24 lutego | 2013 | Québec      | Supergigant | 58,49      | +0,45  | Thomas Mayrpeter        |
| 16.     | 25 lutego | 2013 | Québec      | Gigant      | 2:20,75    | +2,43  | Aleksander Aamodt Kilde |
| 15.     | 26 lutego | 2013 | Québec      | Slalom      | 1:59,40    | +5,35  | Manuel Feller           |
| 4.      | 26 lutego | 2013 | Québec      | Kombinacja  | ?          | ?      | Henrik Kristoffersen    |

### Puchar Świata

#### Miejsca w klasyfikacji generalnej
- sezon 2017/2018: 141.
- sezon 2018/2019: 68.
- sezon 2019/2020: 120.
- sezon 2020/2021: 100.
- sezon 2021/2022: 34.

#### Miejsca na podium w zawodach
1. Adelboden – 9 stycznia 2022 (slalom) – 1. miejsce